# سينيشا أنجيلكوفيتش
سينيشا أنجيلكوفيتش (بالسلوفينية: Siniša Anđelković)‏ هو لاعب كرة قدم سلوفيني في مركز الدفاع، ولد في 13 فبراير 1986 في كراني في سلوفينيا. شارك مع منتخب سلوفينيا لكرة القدم. أما مع النوادي، فقد لعب مع نادي أسكولي ونادي باليرمو ونادي ماريبور ونادي مودينا.

## وصلات خارجية
- سينيشا أنجيلكوفيتش على موقع الاتحاد الأوربي (الإنجليزية)
- سينيشا أنجيلكوفيتش على موقع قاعدة بيانات كرة القدم.إي يو (الإنجليزية)
- سينيشا أنجيلكوفيتش على موقع ناشيونال فوتبول تيمز (الإنجليزية)
- سينيشا أنجيلكوفيتش على موقع Soccerway.com (الإنجليزية)
- سينيشا أنجيلكوفيتش على موقع عالم كرة القدم.نت (الإنجليزية)
- سينيشا أنجيلكوفيتش على موقع AS.com (الإسبانية)